# Școala vieții
Școala vieții este o sintagmă ce desemnează cunoașterea practică accesată prin intermediul experiențelor din viața cotidiană. De regulă, școala vieții este pusă în opoziție cu studiul instituțional sau autodidact, căutând să i se substituie în cazul lipsei ori precarității muncii intelectuale depuse.

## În cultura de masă
- Postul de televiziune românesc Antena 2 este gazda unei emisiuni de tip talk-show numită Școala vieții. Subiectele puse în discuție vizează aspecte ale vieții de zi cu zi.
- Rapperul român Puya (cunoscut ca membru al formației La Familia) este autorul piesei „Școala vieții” (2002).
- În 2013, Sector 7 a realizat videoclipul umoristic Școala Vieții, care satirizează rata de promovare scăzută a examenului de bacalaureat din anul respectiv.